# Keni (Unternehmen)
Keni  war der Name eines deutschen Motorradherstellers. Die Kempff & Nimtz – Motorenbau Ges.m.b.H. wurde 1921 gegründet. Man baute Leichtkrafträder und Einbaumotoren mit 145 und 158 cm³ als Zweitaktmotoren, die an den eckigen Zylinderkühlrippen leicht zu erkennen waren. Auf Wunsch konnte man Modelle mit Zweiganggetriebe, wahlweise auch mit Scheibenrädern bekommen. Der Motor war nach vorn geneigt und im unten geschlossenen Rahmen eingebaut. Die Produktion endete 1925.

## Weblink
- Private Website zur Keni-Werkstatt und Keni-Motorrädern